# Saison 2010-2011 du MC Oran
Maillots
Chronologie
Saison précédente Saison suivante
Cet article traite la saison 2010-2011 du Mouloudia Club d'Oran. Les matchs se déroulent essentiellement en Championnat d'Algérie de football 2010-2011 et en Coupe d'Algérie de football 2010-2011.

## Matchs amicaux
|  | MC Oran | 4 - 2 | ZSA Témouchent | Stade Ahmed-Zabana |  |
|  |         |       |                |                    |  |

|  | MC Oran | 6 - 1 | Nasr Es Senia | Stade Ahmed-Zabana |  |
|  |         |       |               |                    |  |

|  | MC Oran | 2 - 0 | ASM Oran | Stade Ahmed-Zabana |  |
|  |         |       |          |                    |  |

|  | NR Soualmi | 2 - 2 | MC Oran |  |  |
|  |            |       |         |  |  |

|  | Rachad Bernoussi | 2 - 3 | MC Oran |  |  |
|  |                  |       |         |  |  |

|  | RAC Casablanca | 1 - 1 | MC Oran |  |  |
|  |                |       |         |  |  |

|  | US Mohammédia | 2 - 1 | MC Oran |  |  |
|  |               |       |         |  |  |

|  | CA Youssoufia Berrechid | 2 - 1 | MC Oran |  |  |
|  |                         |       |         |  |  |

|  | MC Oran | 5 - 1 | SA Mohamadia | Stade Ahmed-Zabana |  |
|  |         |       |              |                    |  |

|  | WA Mostaganem | 1 - 2 | MC Oran | Stade Mohamed-Bensaïd |  |
|  |               |       |         |                       |  |

## Effectif professionnel
Effectif du Mouloudia Club d'Oran pour la saison 2010-2011.

## Championnat

### Résultats
Le calendrier et les résultats de la ligue 1 version 2010-2011 du Mouloudia Club d'Oran est le suivant :

#### Phase aller
| Ligue 1 Journée 1 | USM Blida | 0 - 0 | MC Oran | Stade Mustapha Tchaker |  |
|                   |           |       |         |                        |  |

| Ligue 1 Journée 2 | MC Oran | 0 - 0 | JS Kabylie | Stade Ahmed-Zabana |  |
|                   |         |       |            |                    |  |

| Ligue 1 Journée 3 | MC Alger | 0 - 1 | MC Oran | Stade 5 juillet |  |
|                   |          |       |         |                 |  |

| Ligue 1 Journée 4 | MC Oran | 1 - 0 | AS Khroub | Stade Ahmed-Zabana |  |
|                   |         |       |           |                    |  |

| Ligue 1 Journée 5 | MC El Eulma | 1 - 0 | MC Oran | Stade Messaoud Zougar |  |
|                   |             |       |         |                       |  |

| Ligue 1 Journée 6 | CR Belouizdad | 2 - 1 | MC Oran | Stade 20 août 1955 (Alger) |  |
|                   |               |       |         |                            |  |

| Ligue 1 Journée 7 | MC Oran | 1 - 0 | CA Bordj Bou Arreridj | Stade Ahmed-Zabana |  |
|                   |         |       |                       |                    |  |

| Ligue 1 Journée 8 | ASO Chlef | 2 - 1 | MC Oran | Stade Mohamed Boumezrag |  |
|                   |           |       |         |                         |  |

| Ligue 1 Journée 9 | MC Oran | 1 - 0 | USM Alger | Stade Ahmed-Zabana |  |
|                   |         |       |           |                    |  |

| Ligue 1 Journée 10 | ES Sétif | 0 - 0 | MC Oran | Stade du 8-Mai-1945 |  |
|                    |          |       |         |                     |  |

| Ligue 1 Journée 11 | MC Oran | 1 - 0 | USM Annaba | Stade Ahmed-Zabana |  |
|                    |         |       |            |                    |  |

| Ligue 1 Journée 12 | WA Tlemcen | 2 - 1 | MC Oran | Stade Akid Lotfi |  |
|                    |            |       |         |                  |  |

| Ligue 1 Journée 13 | MC Oran | 2 - 1 | JSM Béjaïa | Stade Ahmed-Zabana |  |
|                    |         |       |            |                    |  |

| Ligue 1 Journée 14 | USM El-Harrach | 3 - 3 | MC Oran | Stade 1er novembre 1954 (Alger) |  |
|                    |                |       |         |                                 |  |

| Ligue 1 Journée 15 | MC Oran | 1 - 0 | MC Saïda | Stade Ahmed-Zabana |  |
|                    |         |       |          |                    |  |

#### Matchs amicaux du Mercato
|  | MC Oran | 2 - 0 | IRB Maghnia | Stade Ahmed-Zabana |  |
|  |         |       |             |                    |  |

|  | US Mohammédia | 1 - 1 | MC Oran |  |  |
|  |               |       |         |  |  |

|  | WAC Casablanca | 1 - 0 | MC Oran |  |  |
|  |                |       |         |  |  |

|  | MC Oran | 2 - 1 | SCM Oran | Stade Ahmed-Zabana |  |
|  |         |       |          |                    |  |

#### Phase retour
| Ligue 1 Journée 16 | MC Oran | 1 - 1 | USM Blida | Stade Ahmed-Zabana |  |
|                    |         |       |           |                    |  |

| Ligue 1 Journée 17 | JS Kabylie | 1 - 0 | MC Oran | Stade 1er novembre 1954 (Tizi-Ouzou) |  |
|                    |            |       |         |                                      |  |

| Ligue 1 Journée 18 | MC Oran | 1 - 1 | MC Alger | Stade Ahmed-Zabana |  |
|                    |         |       |          |                    |  |

| Ligue 1 Journée 19 | AS Khroub | 1 - 2 | MC Oran | Stade Abed-Hamdani |  |
|                    |           |       |         |                    |  |

| Ligue 1 Journée 20 | MC Oran | 1 - 1 | MC El Eulma | Stade Ahmed-Zabana |  |
|                    |         |       |             |                    |  |

| Ligue 1 Journée 21 | MC Oran | 1 - 2 | CR Belouizdad | Stade Ahmed-Zabana |  |
|                    |         |       |               |                    |  |

| Ligue 1 Journée 22 | CA Bordj Bou Arreridj | 1 - 0 | MC Oran | Stade 20 août 1955 (Bordj Bou Arreridj) |  |
|                    |                       |       |         |                                         |  |

| Ligue 1 Journée 23 | MC Oran | 1 - 0 | ASO Chlef | Stade Ahmed-Zabana |  |
|                    |         |       |           |                    |  |

| Ligue 1 Journée 24 | USM Alger | 2 - 0 | MC Oran | Stade Omar Hammadi |  |
|                    |           |       |         |                    |  |

| Ligue 1 Journée 25 | MC Oran | 1 - 0 | ES Sétif | Stade Ahmed-Zabana |  |
|                    |         |       |          |                    |  |

| Ligue 1 Journée 26 | USM Annaba | 2 - 0 | MC Oran | Stade 19 mai 1956 |  |
|                    |            |       |         |                   |  |

| Ligue 1 Journée 27 | MC Oran | 2 - 0 | WA Tlemcen | Stade Ahmed-Zabana |  |
|                    |         |       |            |                    |  |

| Ligue 1 Journée 28 | JSM Bejaïa | 1 - 0 | MC Oran | Stade de l'Unité Maghrébine |  |
|                    |            |       |         |                             |  |

| Ligue 1 Journée 29 | MC Oran | 2 - 2 | USM El Harrach | Stade Ahmed-Zabana |  |
|                    |         |       |                |                    |  |

| Ligue 1 Journée 30 | MC Saïda | 1 - 0 | MC Oran | Stade 13 avril 1958 |  |
|                    |          |       |         |                     |  |

### Classement
| Rang | Équipe                | Pts | J  | G  | N  | P  | Bp | Bc | Diff |
| ---- | --------------------- | --- | -- | -- | -- | -- | -- | -- | ---- |
| 1    | ASO Chlef (T)         | 63  | 30 | 19 | 6  | 5  | 51 | 20 | +31  |
| 2    | JSM Béjaïa            | 50  | 30 | 14 | 8  | 8  | 47 | 32 | +15  |
| 3    | ES Sétif              | 47  | 30 | 12 | 11 | 7  | 43 | 31 | +12  |
| 4    | USM El Harrach        | 46  | 30 | 12 | 10 | 8  | 36 | 31 | +5   |
| 5    | CR Belouizdad         | 45  | 30 | 12 | 9  | 9  | 33 | 26 | +7   |
| 6    | MC Saïda              | 42  | 30 | 11 | 9  | 10 | 33 | 35 | -2   |
| 7    | MC Oran               | 41  | 30 | 11 | 8  | 11 | 26 | 27 | -1   |
| 8    | AS Khroub             | 39  | 30 | 10 | 9  | 11 | 30 | 36 | -6   |
| 9    | USM Alger             | 38  | 30 | 9  | 11 | 10 | 32 | 28 | +4   |
| 10   | MC Alger              | 37  | 30 | 8  | 13 | 9  | 30 | 28 | +2   |
| 11   | JS Kabylie (CA)       | 37  | 30 | 10 | 7  | 13 | 26 | 37 | -11  |
| 12   | WA Tlemcen            | 37  | 30 | 10 | 7  | 13 | 35 | 36 | -1   |
| 13   | MC El Eulma           | 36  | 30 | 9  | 9  | 12 | 32 | 40 | -8   |
| 14   | USM Annaba            | 36  | 30 | 10 | 6  | 14 | 23 | 34 | -11  |
| 15   | CA Bordj Bou Arreridj | 29  | 30 | 8  | 5  | 17 | 21 | 46 | -25  |
| 16   | USM Blida             | 29  | 30 | 7  | 8  | 15 | 16 | 30 | -14  |

### Meilleurs buteurs du MC Oran
| Rang | Joueur          | Club    | Buts |
| ---- | --------------- | ------- | ---- |
| 10   | Seddik Berradja | MC Oran | 8    |

## Coupe d'Algérie
| Coupe d'Algérie 1/32 de finale | CS Constantine | 1 - 3 | MC Oran | Stade Mohamed-Hamlaoui (Constantine) |  |
|                                |                |       |         |                                      |  |

| Coupe d'Algérie 1/16 de finale | ASM Oran | 0 - 1 | MC Oran | Stade Ahmed-Zabana (Oran) |  |
|                                |          |       |         |                           |  |

| Coupe d'Algérie 1/8 de finale | USM Ain Beida | 1 - 3 a.p. | MC Oran | Stade Ali Hamdi (Aïn Béïda) |  |
|                               |               |            |         |                             |  |

| Coupe d'Algérie 1/4 de finale | MC Alger | 0 - 0 pen (4 - 5) | MC Oran | Stade de Rouiba (Rouiba) |  |
|                               |          |                   |         |                          |  |

| Coupe d'Algérie 1/2 de finale | JS Kabylie | 2 - 1 | MC Oran | Stade 1er novembre 1954 (Tizi Ouzou) |  |
|                               |            |       |         |                                      |  |